# رادرفوردیم-۲۶۲
رادرفوردیم-۲۶۲ یکی از ایزوتوپ‌های رادرفوردیم است که نیمه‌عمری معادل ۲٫۳ ثانیه دارد و با شکافت خود به خودی و واپاشی آلفا تجزیه می شود.
در سال ۱۹۶۶ آزمایشی شبیه به این آزمایش، در آزمایشگاه ملی لارنس برکلی در کالیفرنیا انجام دادند و ایزوتوپ ۲۶۲ را مشاهده کردند.
{\displaystyle \mathrm {^{244}_{94}Pu+_{10}^{22}Ne\rightarrow _{104}^{266}Rf^{*}} \rightarrow {\begin{cases}\mathrm {^{261}_{104}Rf+5_{0}^{1}n} \\\mathrm {^{262}_{104}Rf+4_{0}^{1}n} \end{cases}}}